# Oxira umbrosa
Oxira umbrosa är en fjärilsart som beskrevs av Dyar 1904. Oxira umbrosa ingår i släktet Oxira och familjen nattflyn. Inga underarter finns listade i Catalogue of Life.